# 勒马斯达尔蒂日
勒马斯达尔蒂日（法語：Le Mas-d'Artige，法語發音：[lə ma(s) daʁtiʒ]）是法国克勒兹省的一个市镇，属于欧比松区。

## 地理
勒马斯达尔蒂日（45°43'54.43"N, 2°11'43.61"E）面积16.21 平方千米，位于法国新阿基坦大区克勒兹省，该省份为法国中部省份，位于法國中央高原西北部，北起安德尔省和谢尔省，西接维埃纳省，南至科雷兹省，东临多姆山省，东北与阿列省接壤。
与勒马斯达尔蒂日接壤的市镇（或旧市镇、城区）包括：索尔纳克、克莱拉沃、拉库尔蒂讷、费尼耶。

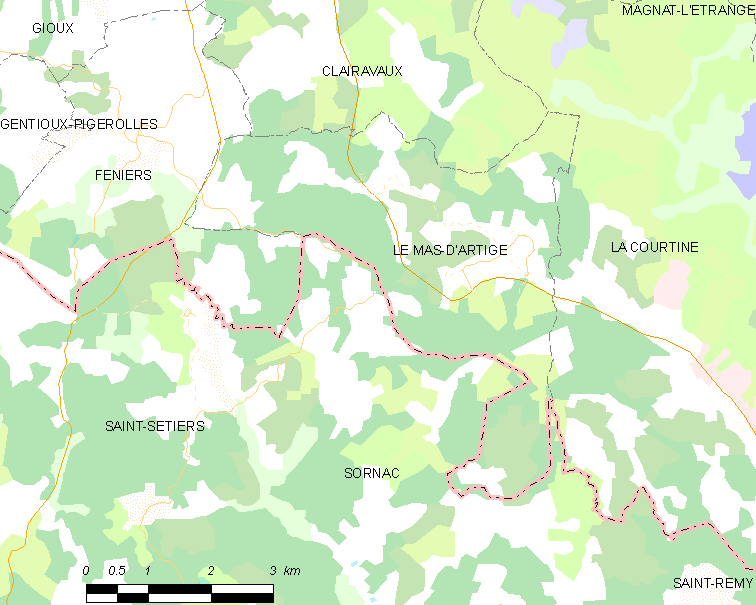
勒马斯达尔蒂日的OSM定位图

勒马斯达尔蒂日的时区为UTC+01:00、UTC+02:00（夏令时）。

## 行政
勒马斯达尔蒂日的邮政编码为23100，INSEE市镇编码为23125。

## 政治
勒马斯达尔蒂日所属的省级选区为欧藏斯县。

## 人口

1962-2008年间勒马斯达尔蒂日人口变化图示

勒马斯达尔蒂日于2022年1月1日时的人口数量为94人。